# Coupe du monde féminine d'échecs
La Coupe du monde d'échecs féminine est un tournoi d'échecs organisé par la Fédération internationale des échecs. La première édition du tournoi a été disputée à Sotchi en 2021 en même temps que la coupe du monde mixte de 2021.
La création de ce tournoi a été annoncée en 2018 dans le cadre de la réorganisation du championnat du monde d'échecs féminin.
C'est un  tournoi à élimination directe qui fait partie du cycle du championnat du monde d'échecs féminin. Les trois premières joueuses de la coupe du monde féminine sont qualifiées pour le tournoi des candidates.

## Palmarès de la coupe du monde féminine
| Année | Lieu              | Vainqueur               | Finaliste               | Troisième        | Quatrième        | Joueuses participantes | Joueuses qualifiées au tournoi des candidates |
| ----- | ----------------- | ----------------------- | ----------------------- | ---------------- | ---------------- | ---------------------- | --------------------------------------------- |
| 2021  | Sotchi Russie     | Alexandra Kosteniouk    | Aleksandra Goriatchkina | Tan Zhongyi      | Anna Mouzytchouk | 103                    | 3                                             |
| 2023  | Bakou Azerbaïdjan | Aleksandra Goriatchkina | Nurgyul Salimova        | Anna Mouzytchouk | Tan Zhongyi      | 103                    | 3                                             |
| 2025  | Batumi Géorgie    | Deshmukh Divya          | Humpy Koneru            | Tan Zhongyi      | Lei Tingjie      | 107                    | 3                                             |